# Confucius
Confucius (Chinees: 孔子; pinyin: Kǒngzǐ, letterlijk "Meester Kong") (Qufu, 551 v.Chr. - aldaar, 479 v.Chr.) was een Chinese filosoof en politicus tijdens de Zhou-dynastie (dus nog voor de vorming van het Chinese keizerrijk). Hij wordt gezien als "Wanshishibiao", een voorbeeld voor alle leraren. Hij werd geboren als Kong Qiu in de stad Qufu in de Chinese staat Lu in de tegenwoordige provincie Shandong. In de Gesprekken van Confucius (Lunyu) zijn 499 uitspraken die Confucius zou hebben gedaan, bewaard gebleven.

## Leven
De naam Confucius is de gelatiniseerde variant van zijn oorspronkelijke naam 孔夫子 (pinyin: Kǒng Fūzǐ; Wade-Giles: K'ung-fu-tzu), die "Meester Kong" betekent. Het was waarschijnlijk de Italiaanse Jezuïet Matteo Ricci die de gelatiniseerde vorm introduceerde in Europa. Ricci vertaalde ook de Gesprekken naar een Europese taal.
Zijn voornaam was Qiu (丘), zijn omgangsnaam Zhongni (仲尼). Hij werd geboren in het laatste deel van de Zhou-dynastie, in het tijdvak dat bekend staat als de Periode van Lente en Herfst. De sociale orde van het Zhou-tijdvak was ernstig verzwakt. Confucius werd geboren in een stad nabij de plaats van het huidige Qufu in de provincie Shandong. Volgens de Zuo Zhuan, een geschiedenisboek uit de 4de eeuw v.Chr., waren de voorouders van Confucius grondbezitters in de staat Song tot zijn overgrootvader vanwege politieke ontwikkelingen gedwongen was te vluchten naar Lu. Er wordt beweerd dat de stamboom terugging tot de koninklijke familie van de Shang-dynastie. Wetenschappers betwijfelen of dit gebaseerd is op historische feiten, dan wel op de aanname dat een grote persoonlijkheid als Confucius niet anders dan van adellijke afkomst kon zijn.
Na de vestiging in Lu zou de familie financieel steeds meer aan de grond geraakt zijn. Confucius moest met diverse werkzaamheden, zoals het hoeden van vee, in zijn levensonderhoud voorzien. Het grootste deel van zijn leven was hij privéleraar, waarbij hij het ook als zijn taak zag de mensen te inspireren tot het goede en de teloorgang van de zeden tegen te gaan. Uiteindelijk had hij 3000 studenten waarvan er 70 als zeer begaafd werden beschouwd. Confucius deed met een groep van zijn studenten diverse staten aan, waar hij door de heersers altijd met open armen werd ontvangen. Desalniettemin waren zij weinig vatbaar voor zijn morele adviezen.
Confucius heeft nooit de gelegenheid gehad zijn leer in de praktijk te brengen. Hij is slechts enkele maanden hoogwaardigheidsbekleder geweest in Lu, waar hij verantwoordelijk was voor het bestraffen van criminaliteit en handhaving van de openbare orde. De laatste jaren van zijn leven besteedde hij aan het verzamelen en bewerken van boeken in relatie tot diverse onderwerpen zoals geschiedenis, odes, rites en muziek. Het bestuderen daarvan gaf hij ook aan zijn studenten mee om hiermee de tradities te bestendigen. Zijn studenten vervulden een belangrijke rol bij de verdere verbreiding van zijn gedachtegoed na zijn dood.

## Politieke en maatschappelijke ideeën
Door vele beroeringen tijdens de Periode van Lente en Herfst was er ruimte voor mannen die politieke macht wilden veroveren. Dit was een oogmerk van Confucius zelf, maar ook een streven dat hij aan zijn studenten wilde meegeven. Goede studenten verdienden het volgens Confucius om hoogwaardigheidsbekleder te worden. Zijn onderwijs was daarom ook sterk gericht op het aanleren van politieke vaardigheden.
Confucius' leer stond in vele opzichten op gespannen voet met de heersende standenmaatschappij. Hij was van mening dat van nature iedereen gelijk was. Hoge posten moesten door de meest bekwame mensen worden bezet en niet per definitie door de adel die dergelijke posten in de praktijk vaak overerfde. Desondanks was Confucius geen revolutionair. Hij had een onrealistisch streven naar een terugkeer van de stabiliteit van de Westelijke Zhou-dynastie, waarin ieders positie door conventies, rituelen en ceremonies was bepaald. De hiërarchische bovengeschiktheid van de adel werd dus niet door Confucius verworpen. Hij adviseerde goede en bekwame mannen zich toch bij hun lagere positie neer te leggen. In dat opzicht ging Confucius tegen de beweging van zijn tijd in en werd hij vaak beschreven als "de man die doet waarvan hij weet dat het onmogelijk is".
Rituelen moesten volgens Confucius echter ook gepaard gaan met oprechte gevoelens en juiste morele intenties. Hierbij wees hij bijvoorbeeld op het respect van kinderen jegens hun ouders. Overwegingen ten aanzien van familiaire relatie werden door hem doorgetrokken naar de samenleving als geheel. Hierbij gebruikte hij het begrip ren als hoogste vorm van toegenegenheid voor het welzijn van anderen. Leiderschap kon volgens Confucius alleen worden uitgeoefend als men deze toegenegenheid aan de dag legt. Dit betekent ook dat de hogergeplaatste daadwerkelijk behoort te houden van de lagergeplaatsten die alleen maar object van liefde kunnen zijn.

## Invloed
Zijn filosofie legde de nadruk op de persoonlijke en bestuurlijke moraal, orde, en respect voor de meerdere, en won vooral aan populariteit door de krachtige traditionele Chinese stellingnames. Confucius wordt vooral vereerd door leraren, scholieren en confucianisten. De belangrijkste gebouwen van de confucianisten zijn de confuciustempels.
De invloed van Confucius op de Chinese beschaving kan niet worden overschat. Deze was ruim verspreid in Taiwan, Japan, Korea en Vietnam. Dit kwam vooral door het Confucianisme, de doctrine die ontwikkeld is door zijn discipelen en commentatoren. De Gesprekken is een kort verzamelwerk met discussies die hij had met discipelen en die na zijn dood zijn verzameld. Het boek bevat de belangrijkste hoofdgedachten van zijn onderwijzing.
Het meest bekend is zijn samenstelling van de Lente- en Herfstannalen.
Commentaar volgens de doctrine van Confucius staat ook in het Boek van Veranderingen.
De confuciaanse traditie wordt gewoonlijk in drie stadia onderverdeeld:
- de formatieve periode met invloedrijke figuren van voor het Qin-tijdperk: Confucius zelf, Mencius en Xunzi, soms met inbegrip van het confucianisme onder de latere Han-dynastie;
- het tweede stadium is het neo-confucianisme onder de Song- en Ming-dynastieën, eventueel ook onder de Qing-dynastie;
- het hedendaagse confucianisme.

Zoals het neo-confucianisme van het tweede stadium kan beschouwd worden als een reactie op de dominante rol van het boeddhisme in de toenmalige Chinese maatschappij, is het hedendaagse confucianisme een antwoord op de westerse waarden van moderniteit, democratie en wetenschap die in de Chinese cultuur binnendringen. Het hedendaagse confucianisme telt op zijn beurt drie generaties.
- De eerste generatie trachtte een antwoord te vinden op de 4 Mei-beweging en de Beweging voor een Nieuwe Cultuur, die uitdrukkelijk anti-confucianistisch waren en het confucianisme verantwoordelijk hielden voor de achterstand van China op het Westen; belangrijke vertegenwoordigers waren Lian Shuming, Xiong Shili en Feng Youlan.
- De tweede generatie bestond uit confucianisten in ballingschap, vooral in Hong Kong en Taiwan, na de proclamatie van de Volksrepubliek China in 1949. Hun belangrijkste vertegenwoordiger was Tang Chun-i.
- De derde generatie bestaat uit leerlingen van de confucianisten van de tweede generatie die hun studies afwerkten in het buitenland, meestal in de Verenigde Staten. De invloedrijke Li Zehou wordt echter ook tot deze groep gerekend, hoewel hij zijn leven en studies en het grootste deel van zijn carrière (tot 1992) in de Volksrepubliek doorbracht.

## Verjaardag
De verjaardag van Confucius wordt elk jaar gevierd op de 27e dag van de achtste maand van de Chinese kalender.
In Taiwan wordt de verjaardag op 28 september gevierd. Dit is de omrekening van de 27e van de achtste maand van de Chinese kalender naar de westerse kalender in het jaar dat Confucius geboren werd. Op Taiwan is 28 september een officiële feestdag voor scholen. Leerlingen geven cadeautjes en bossen zonnebloemen aan hun docenten. Ook worden in heel het land confuciaanse ceremonies gehouden in confuciustempels en scholen. Deze ceremonies bestaan onder andere uit het offeren van wierookstokjes aan Confucius en het uitvoeren van confuciaanse ceremoniedansen.

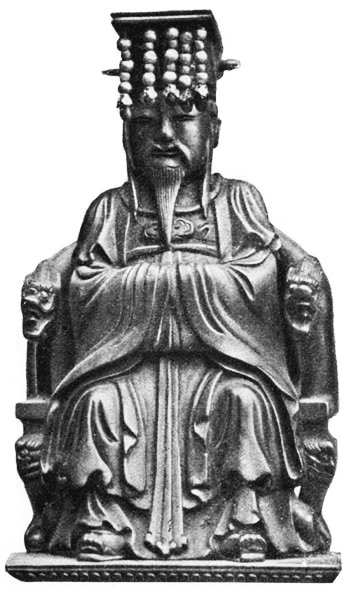
Bronzen beeld van Confucius